# 38º parallelo Nord

Fasi della Guerra di Corea, tratteggiato il 38º parallelo

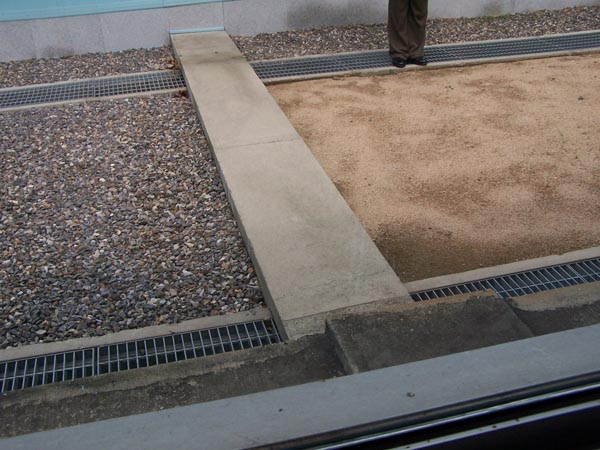
Il 38º parallelo al confine tra Corea del Sud (sinistra) e Corea del Nord (destra)

La penisola coreana, prima divisa lungo il 38º parallelo, poi lungo la linea di demarcazione

Il 38º parallelo nord è un parallelo che si trova a 38 gradi di latitudine nord. Esso attraversa l'Europa meridionale, il mar Mediterraneo, l'Asia, l'oceano Pacifico, gli Stati Uniti d'America e l'oceano Atlantico. Il 38º parallelo nord formava il confine tra la Corea del Nord e la Corea del Sud prima della guerra di Corea.
A questa latitudine, il sole è visibile per 14 ore e 48 minuti durante il solstizio d'estate (21 giugno) e per 9 ore e 32 minuti durante il solstizio d'inverno (21 dicembre).

## Corea
Il 38º parallelo nord (삼팔선?, 三八線?, SampalseonLR, Samp'alsŏnMR) era il confine originario tra le zone di occupazione sovietica e statunitense in Corea, stabilito dopo la resa dell'Impero giapponese nel 1945 (si veda Divisione della Corea per maggiori dettagli).
Nel 1948 la linea di demarcazione militare coreana divenne il confine tra le nuove nazioni indipendenti di Corea del Nord e Corea del Sud. Alla fine della guerra di Corea (1950-1953), un nuovo confine venne stabilito nel mezzo della zona demilitarizzata coreana, che taglia il 38º parallelo nord con un angolo acuto da sud-ovest a nord-est.

## Mondo
| Coordinate       | Nazione, territorio o mare | Note |
| ---------------- | -------------------------- | --- |
| 38°00′N 0°00′E   | Mar Mediterraneo           | Circa 50 km a sud-est della città di Alicante ( Spagna) |
| 38°00′N 12°19′E  | Italia                     | Isola di Levanzo e Sicilia |
| 38°00′N 14°16′E  | Italia                     | Scultura 38º parallelo - Piramide nel museo all'aperto Fiumara d'arte |
| 38°00′N 15°25′E  | Mar Mediterraneo           | Stretto di Messina ( Italia) |
| 38°00′N 15°38′E  | Italia                     | Periferia sud di Reggio Calabria (Monumento al 38º parallelo) |
| 38°00′N 16°08′E  | Mar Mediterraneo           | Mar Ionio, tra le isole Cefalonia e Zante ( Grecia) |
| 38°00′N 21°16′E  | Grecia                     | Periferia nord di Atene |
| 38°00′N 24°02′E  | Mar Egeo                   | |
| 38°00′N 24°14′E  | Grecia                     | Isole di Petalioi e Eubea |
| 38°00′N 24°34′E  | Mar Egeo                   | Giusto a nord dell'isola di Andros, Grecia |
| 38°00′N 27°07′E  | Turchia                    | A sud di Smirne |
| 38°00′N 44°17′E  | Iran                       | |
| 38°00′N 48°55′E  | Mar Caspio                 | |
| 38°00′N 53°49′E  | Turkmenistan               | |
| 38°00′N 55°17′E  | Iran                       | |
| 38°00′N 57°22′E  | Turkmenistan               | Giusto a nord di Aşgabat |
| 38°00′N 66°38′E  | Uzbekistan                 | |
| 38°00′N 68°17′E  | Tagikistan                 | |
| 38°00′N 70°19′E  | Afghanistan                | |
| 38°00′N 71°16′E  | Tagikistan                 | |
| 38°00′N 74°54′E  | Cina                       | Xinjiang Qinghai Gansu Mongolia Interna Ningxia Mongolia Interna Shaanxi − per circa 5 km Mongolia Interna − per circa 14 km Shaanxi Shanxi — nord di Taiyuan Hebei — sud di Shijiazhuang Shandong |
| 38°00′N 118°58′E | Mar Giallo                 | Giusto a nord dell'isola di Baengnyeong, Corea del Sud |
| 38°00′N 125°07′E | Corea del Nord             | Ongjin Peninsula — Hwanghae Meridionale |
| 38°00′N 125°35′E | Mar Giallo                 | Baia di Ongjin |
| 38°00′N 125°46′E | Corea del Nord             | Hwanghae Meridionale Hwanghae Settentrionale Giusto a nord di Kaesŏng |
| 38°00′N 126°49′E | Corea del Sud              | Gyeonggi - attraverso Paju, contea di Yeoncheon, Pocheon, contea di Gapyeong A nord di Seul Gangwon - attraverso contea di Hwacheon, Chuncheon, contea di Inje, contea di Yangyang                 |
| 38°00′N 128°44′E | Mar del Giappone           | |
| 38°00′N 138°14′E | Giappone                   | Isola di Sado: — Prefettura di Niigata |
| 38°00′N 138°33′E | Mar del Giappone           | |
| 38°00′N 139°14′E | Giappone                   | Isola di Honshū: — Prefettura di Niigata — Prefettura di Yamagata — Prefettura di Miyagi |
| 38°00′N 140°55′E | Oceano Pacifico            | |
| 38°00′N 123°01′W | Stati Uniti                | California (a nord di San Francisco e attraverso Stockton) Nevada Utah Colorado Kansas Missouri Illinois Indiana Kentucky Virginia Occidentale Virginia                                            |
| 38°00′N 76°28′W  | Baia di Chesapeake         | Maryland |
| 38°00′N 75°53′W  | Stati Uniti                | Maryland Virginia |
| 38°00′N 75°16′W  | Oceano Atlantico           | Tra le isole di Pico e São Miguel, Azzorre, Portogallo |
| 38°00′N 8°51′W   | Portogallo                 | Distretto di Setúbal Distretto di Beja - giusto a sud di Beja |
| 38°00′N 7°12′W   | Spagna                     | Andalusia Estremadura Andalusia (a nord di Cordova) Murcia - giusto a nord di Murcia Comunità Valenciana                                                                                           |
| 38°00′N 0°39′W   | Mar Mediterraneo           | |